# عرف قذالي داخلي
العرف القذالي الداخلي (بالإنجليزية: Internal occipital crest)‏